# Rodoaldo
Rodoaldo (653) foi um rei dos lombardos. Filho de Rotário, sucedeu ao pai em 652, quando ainda muito jovem, por um brevíssimo reinado de seis meses. Extremamente lascivo, ele foi morto pelo marido de uma de suas amantes. Seu rival e pretendente ao trono Ariberto I foi eleito para sua sucessão com apoio da Igreja Católica em oposição ao clero ariano.